# Konrad von Querfurt

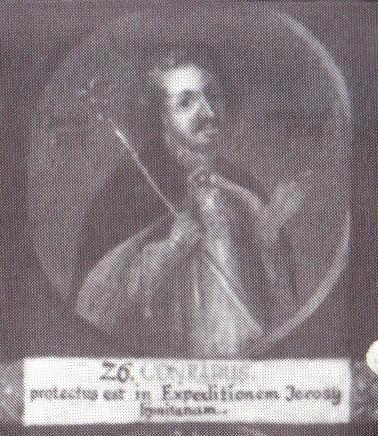
Konrad I von Querfurt avbildad i målning av biskopslängden i Hildesheim omkring år 1800.

Konrad I von Querfurt (ca 1160–1202) var en tysk furste och fältherre. Han var furstbiskop i Hildesheim (1194–1199) och furstbiskop i Würzburg (1198–1202), samt var kunglig kansler (1194–1201) och ledde det tyska korståget 1197.

## Biografi
Konrad var son till Burchard II von Querfurt, borggreve i Magdeburg, och Matilda von Gleichen, dotter till greve Lambert I zu Tonna. Som del av Querfurt-ätten är han släkt med det preussiska helgonet Bonifatius och den tysk-romerska kejsaren Lothar III.
Han fick sin skolning vid katedralskolan i Hildesheim och hos Lotario av Segni i Paris, som senare blev påve Innocentius III. Efter sina studier började han tjänstgöra vid domkyrkan i Magdeburg 1182. År 1188 togs han upp i det kungliga kapellet och blev prost i Goslar innan han blev prost i Magdeburg och i Aachen 1190 respektive 1194.

## Kansler till Henrik VI
Under Henrik VI:s expedition till Sicilien 1194 utsågs Konrad, som tidigare varit kejsarens lärare, att efterträda den tidigare kanslern Sigelo. Året därpå valdes Konrad till furstbiskop i Hildesheim.

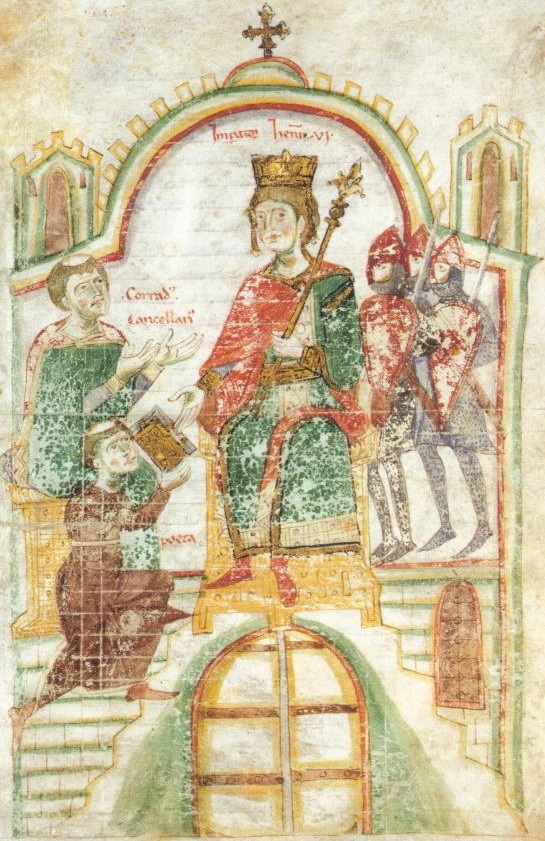
En illustration från Liber ad honorem Augusti som visar Konrad (till vänster, sittande) och Peter von Eboli överlämna boken till kejsare Henrik VI.

År 1196 utnämnde kejsaren honom till generallegat för Apulien, Italien och Sicilien. I den rollen anses han ha spelat en nyckelroll i upprätthållandet av Hohenstaufens styre i södra Italien, vilket skildrades i Peter von Eboli bok Liber ad honorem Augusti,.
Ett av Konrads brev från tiden i Apulien, som beskriver underverken i södra Italien inklusive dess ruiner och vulkaner, finns bevarat i krönikan om Arnold von Lübeck.

## Korståg
Konrad ledde tillsammans med Henrik av Kalden det tyska korståget 1197. Han ska under tiden ha övertalat kung Amalrik av Cypern att gifta sig med Isabella I av Jerusalem. Året därpå nåddes han av nyheten att kejsaren och påven Celestinus III omkommit och beslutade sig då för att avbryta belägringen av Toron och återvända till Tyskland då han befarade ett inbördeskrig över tronföljden.
Innan han lämnade var han med och instiftade den tyska orden i fortifikationen vid Acre den 5 mars 1198.

## Biskop i Würzburg
I sin frånvaro valdes Konrad till furstbiskop i Würzburg medan han fortfarande var i Jerusalem. Genom att till en börja vägra avsäga sig uppdraget exkommunicerades han, men återinsattes av påve Innocentius III efter att ha gjort avbön under ett besök i Rom. I den tyska trontvisten tog han därefter parti för påvens kandidat, Otto von Brunswick men drog sig därefter tillbaka från politiken.
Konrad mördades i Würzburg av Bodo von Ravensburg och Heinrich von Falkenberg den 3 december 1202, vilka han tidigare hade dömt för mord.